# Distretto di Bartın
Il distretto di Bartın (in turco Bartın ilçesi) è uno dei distretti della provincia di Bartın, in Turchia.
Al suo interno è presente il villaggio di Şarköy.